# Spring Love (canção de The Cover Girls)
"Spring Love" (em português:  Amor de Primavera) é o segundo single do álbum Show Me, lançado pelo grupo de freestyle The Cover Girls em 1987. Essa canção foi a que obteve menor sucesso na Billboard Hot 100, alcançando a posição #92, embora tenha se mostrado melhor na parada de músicas de R&B/Hip-Hop mais tocadas, onde alcançou a posição #82.

## Faixas
12" Single
| N.º | Título                     | Duração |  |
| 1.  | "Spring Love"              | 6:15    |  |
| 2.  | "Spring Love" (Spring Mix) | 7:00    |  |

12" Single (Promo)
| N.º | Título                         | Duração |  |
| 1.  | "Spring Love" (Extended Vocal) | 6:15    |  |
| 2.  | "Spring Love" (Edited Vocal)   | 4:05    |  |
| 3.  | "Spring Love" (Spring Mix)     | 7:00    |  |
| 4.  | "Spring Love" (Dub Mix)        | 7:51    |  |

## Desempenho nas paradas musicais
| Parada musical (1987)                             | Melhor posição |
| ------------------------------------------------- | -------------- |
| Estados Unidos (Billboard Hot 100)                | 98             |
| Estados Unidos (Hot R&B/Hip-Hop Singles & Tracks) | 82             |